# 추상미
추상미(1973년 5월 9일 ~ )는 대한민국의 배우이자 감독이다.

## 출연작

### 연극
- 《로리타》
- 《제국의 광대들》
- 《바람분다 문열어라》
- 《까라마조프가의 형제들》
- 《살찐 소파에 대한 일기》
- 《프루프 (Proof)》 - 캐서린 역
- 《블랙버드 (Blackbird)》 - 우나 역
- 《가을 소나타 (Autumn Sonata)》 - 에바 역
- 《은밀한 기쁨 (The Secret Rapture)》 - 이사벨 글라스 역

### 뮤지컬
- 《아가씨와 건달들》
- 《젊은 베르테르의 슬픔》 - 롯데 역
- 《빠담 빠담 빠담》 - 에디트 피아프 역

### 영화
- 2019년 《아픈 만큼 사랑한다》 - 나레이터
- 2018년 《폴란드로 간 아이들》 - 나레이터 (감독, 기획, 편집, 주연)
- 2007년 《열세살, 수아》 - 영주 역
- 2006년 《방과후 옥상》- 여의사 역(특별출연)
- 2005년 《나는 나를 파괴할 권리가 있다》 - 마라 역
- 2004년 《누구나 비밀은 있다》 - 한진영 역
- 2004년 《미소》 - 소정 역
- 2003년 《이공》
- 2002년 《생활의 발견》 - 선영 역
- 2001년 《세이 예스》 - 윤희 역
- 2001년 《빨간 피터의 고백》
- 2000년 《인터뷰》
- 1998년 《퇴마록》- 승희 역
- 1997년 《접속》 - 홍은희 역
- 1996년 《꽃잎》- 우리들 역

### 드라마
| 연도 | 방송 | 제목                        | 역할   | 비고   |
| ---- | ---- | --------------------------- | ------ | ------ |
| 1997 | SBS  | 70분드라마 - 수취인 없음    |        |        |
| 1997 | MBC  | 베스트극장 - 네발 자전거    |        |        |
| 1997 | SBS  | 70분드라마 - 토큰 박스      |        |        |
| 1997 | SBS  | 뉴욕 스토리                 |        |        |
| 1998 | KBS2 | 거짓말                      | 세미   |        |
| 1998 | MBC  | 베스트극장 - 가방을 든 여인 |        |        |
| 1998 | MBC  | 맨발로 뛰어라               | 최체리 |        |
| 1998 | MBC  | 해바라기                    | 최하경 |        |
| 1999 | MBC  | 아름다운 선택               | 최수안 |        |
| 1999 | KBS2 | 초대                        | 송사빈 |        |
| 1999 | KBS2 | 사랑하세요?                 | 장서영 |        |
| 2003 | KBS1 | 노란 손수건                 | 조민주 |        |
| 2003 | KBS1 | 무인시대                    | 홍련화 |        |
| 2005 | MBC  | 변호사들                    | 송이령 |        |
| 2005 | MBC  | 결혼합시다                  | 정석순 |        |
| 2006 | SBS  | 사랑과 야망                 | 변정자 |        |
| 2007 | SBS  | 8월에 내리는 눈             | 오반숙 |        |
| 2008 | MBC  | 내 여자                     | 홍민예 |        |
| 2009 | SBS  | 시티홀                      | 민주화 |        |
| 2022 | MBC  | 트레이서                    | 민소정 |        |
| 2024 | MBC  | 지금 거신 전화는            | 심규진 | 12부작 |

### 텔레비전 프로그램
- 2002년 EBS 1TV 《시네마 천국》
- 2011년 5월 11일 YTN 《뉴스N이슈 이슈앤피플》- 출연
- 2018년 tvN 《어쩌다 어른》 - 160회 출연
- 2018년 JTBC 《다큐 플러스》 40회 : 제주 4.3길을 걷다 - 내레이션, 출연
- 2018년 KBS 1TV 《아침마당》 8226회 : 10년 만에 영화감독이 되어 돌아오다! - 출연
- 2019년 G1 강원민방 《이창섭의 인사이드》8주년 드림버스커즈 - 출연
- 2021년 KBS2 《신상출시 편스토랑》 101회 라면특집 2부
- 2022년 TV조선 《허영만의 백반기행》 - 출연
- 2022년 MBC 《구해줘! 홈즈》 - 출연
- 2025년 SBS 《꼬리에 꼬리를 무는 그날 이야기 시즌3》 - 출연

### 라디오 프로그램
- CBS 음악FM 《영화음악》 진행
- EBS FM 《책 읽는 라디오 낭독 시리즈》

### 광고
- 1997년 동산C&G 섹시마일드 투웨이 케익
- 1997년~1998년 한국P&G 위스퍼
- 1999년~2000년 아모레퍼시픽 이플립
- 1999년 유니코스화장품 일렘 클레리티
- 2000년 인터파크

## 수상 및 후보
| 연도 | 시상식              | 부문                         | 작품               | 결과 |
| ---- | ------------------- | ---------------------------- | ------------------ | ---- |
| 1996 | 제32회 백상예술대상 | 연극부문 여자 신인연기상     | 바람분다 문열어라  | 수상 |
| 1997 | 제35회 대종상       | 여우조연상                   | 접속               | 후보 |
| 1997 | 제18회 청룡영화상   | 여우조연상                   | 접속               | 후보 |
| 1999 | KBS 연기대상        | 여자 조연상                  | 사랑하세요?        | 수상 |
| 2002 | 제39회 대종상       | 여우주연상                   | 생활의 발견        | 후보 |
| 2003 | KBS 연기대상        | 여자 우수연기상              | 노란 손수건        | 수상 |
| 2004 | 제40회 백상예술대상 | 영화부문 여자 최우수연기상   | 미소               | 후보 |
| 2004 | 제25회 청룡영화상   | 여우조연상                   | 누구나 비밀은 있다 | 후보 |
| 2006 | SBS 연기대상        | 연속극부문 여자 조연상       | 사랑과 야망        | 수상 |
| 2009 | SBS 연기대상        | 드라마스페셜부문 여자 조연상 | 시티홀             | 후보 |
| 2022 | MBC 연기대상        | 베스트 캐릭터상              | 트레이서           | 후보 |
| 2024 | MBC 연기대상        | 여자 조연상                  | 지금 거신 전화는   | 후보 |